# NGC 1637
NGC 1637 är en isolerad, icke-interagerande mellanliggande spiralgalax ungefär en grad västnordväst om stjärnan My Eridani. Den upptäcktes av den tysk-brittiska astronomen William Herschel den 1 februari 1786. Den ligger på ett avstånd av cirka 9,77 ± 1,82  Mparsec (31,9 ± 5,9  miljoner ljusår) från Vintergatan. Galaxen lutar i en vinkel på 31,1° mot siktlinjen från jorden och storaxeln är orienterad längs en positionsvinkel på 16,3°.
År 1991 tilldelade Gérard de Vaucouleurs et al. en morfologisk klassificering av SAB(rs)c till NGC 1637, vilket anger en spiralgalax med en svag stavstruktur (SAB) tvärs över kärnan, omgiven av en partiell ring (rs) och något löst lindade armar (c). Medan den inre delen av galaxen uppvisar en symmetrisk tvåarmsstruktur, har den en enda yttre spiralarm som lindas 180° runt kärnan, vilket ger galaxen ett övergripande asymmetriskt, snett utseende. Den yttre spiralarmen har en röd komponent som tyder på en betydande ålder. Det är dock svårt att förklara existensen av denna struktur. Galaxen visar tecken på nyligen inträffad stjärnutbrottsaktivitet som kan ha upphört för cirka 15 miljoner år sedan.
Den aktiva centrala kärnan uppvisar svagt LINER-beteende, och den kan vara en mellanliggande form mellan en LINER och en H II-region. Röntgenkällans luminositet vid kärnan är 1,2 × 1038 erg/s i 0,3–7 keV-bandet.

## Supernova
En supernova har observerats i NGC 1637. 
- SN 1999em (typ II-P, magnitud 13,5) upptäcktes av Lick Observatory Supernova Search (LOSS) den 29 oktober 1999, vid en vinkelavstånd av 24 bågsekunder sydväst om galaxens centrum.[12][13] Det var den ljusaste supernovan som upptäcktes det året och nådde magnitud 13,1.[14] Platsen motsvarar en deprojicerad galaktocentrisk separation på 1,3 kparsec (4 200 ljusår).[4]

## Galleri

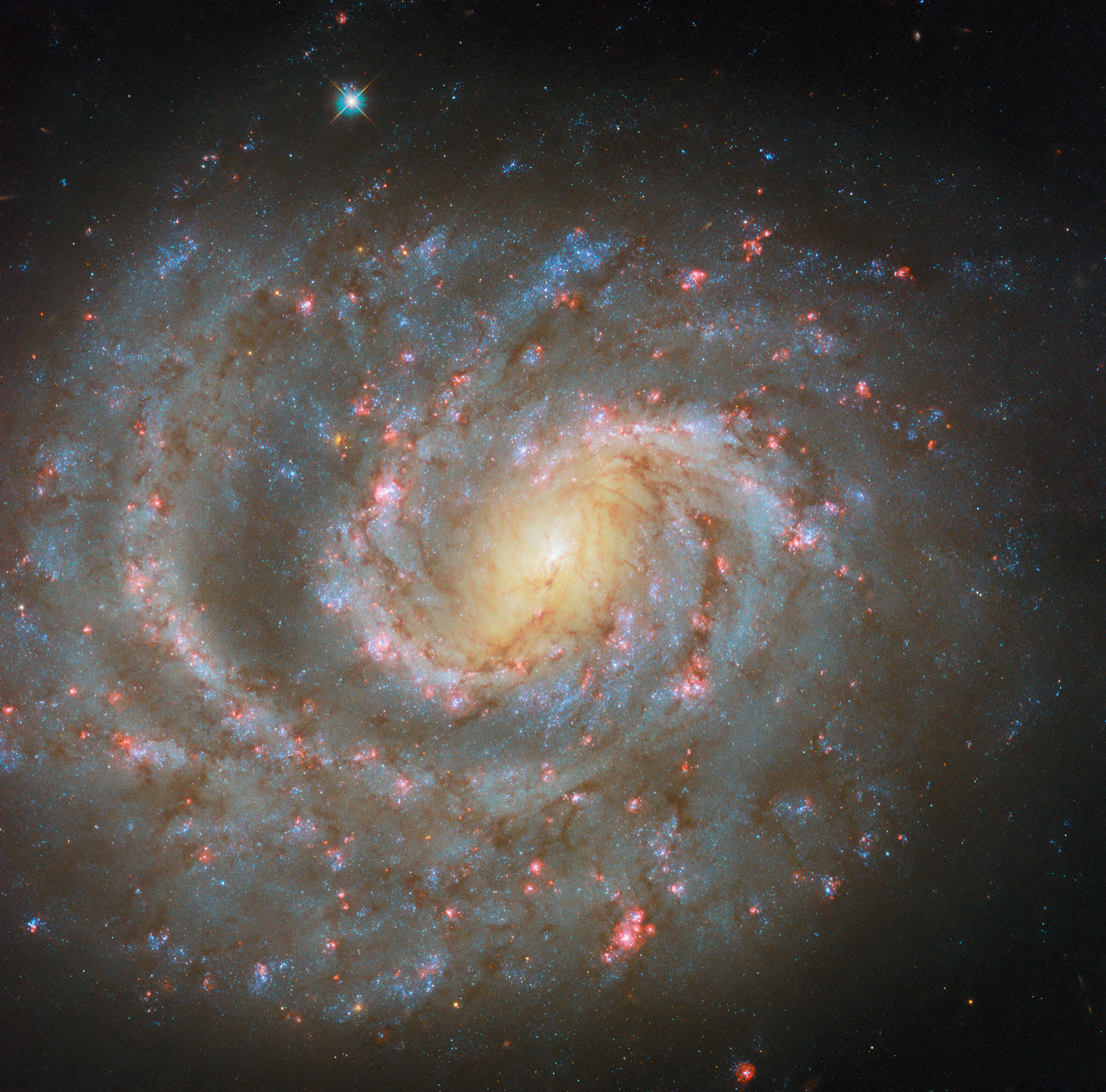
NGC 1637 avbildad med Hubbleteleskopet
- Video som visar platsen för NGC 1637